# Félize Frappier
Félize Frappier est une productrice de cinéma québécoise, née à Montréal (Québec).

## Biographie
Félize Frappier grandit auprès de son père Roger Frappier, producteur et de sa mère Michelle Pelletier, peintre,. De 1995 à 2002, elle débute comme stagiaire au département caméra de Locations Michel Trudel, assistante de production pour la série télévisée La Vie, la vie, puis électricienne pour les séries télévisées Rivière-des-Jérémie et Niagara, et pour les films La Vie après l'amour, Matroni et moi, Emporte-moi (comme bénévole) et La Comtesse de Bâton Rouge. De 2003 à 2007, elle occupe le poste de coordonnatrice aux ventes internationales chez Max Films International. En 2008, elle est adjointe à la direction de production pour le film Dédé, à travers les brumes de Jean-Philippe Duval. Finalement, de 2008 à 2012, elle est directrice des ventes internationales et des festivals chez Max film international.
En 2013, elle fonde Max Films Média qui deviendra Azimut Films en 2023.

## Carrière
Dans le milieu du cinéma professionnellement depuis 2003, Félize Frappier s’investit dans les films qu’elle produit. Elle soutient les cinéastes québécois afin de donner vie aux histoires qu’ils ont imaginées. Elle a produit plusieurs longs métrages de fiction qui se sont démarqués ici et à l’international.
Elle produit en 2011, le premier long métrage de Guy Édoin, Marécages et en 2012, L'Autre Maison de Mathieu Roy (Prix du public du meilleur long métrage canadien et Prix du meilleur acteur au FFM).
En 2013, elle fonde Max Films Média et produit Corbo de Mathieu Denis et poursuit avec le deuxième film de Guy Édoin, Ville-Marie en 2014 avec Monica Bellucci, Pascale Bussières, Aliocha Schneider et Patrick Hivon,.
En collaboration avec les communautés de Uashat mak Maliotenam, elle produit Kuessipan réalisé par Myriam Verreault et scénarisé par Myriam Verreault et Naomi Fontaine qui sort en salle au Québec en 2019. Ce film a une carrière tant au Québec qu'à l'international, étant présenté dans plus d’une cinquantaine de festivals (Toronto, Namur, Annonay, Göteborg, Genève, Sydney) et gagnant nombre de prix et de mentions  Grand prix au Festival de cinéma de la ville de Québec, Windsor, Kyiv, Zlin, Amiens, Namur, Götebor, FIFDH, Mooov, Aubagne, Pays-Bas, Nashville, Belfast, et 5 prix à Dieppe.
En 2019, elle travaille avec Louis Morissette et Louis-Philippe Drolet de KO24 en produisant le film Le Guide de la famille parfaite réalisé par Ricardo Trogi et écrit par Louis Morissette, Jean-François Léger et François Avard
En 2021, elle renouvelle sa collaboration avec Guy Édoin avec son cinquième long métrage, Frontières. Le film est lancé aux Rendez-vous du cinéma québécois en 2023 et ensuite à Neuchâtel. Elle produit en 2022-2023, Lucy Grizzli Sophie avec KO24, écrit par Catherine-Anne Toupin et réalisé par Anne Émond est sorti en salle en 2024,,,
En 2023, elle change la dénomination de Max Films Média pour Azimut Films.
Félize Frappier est membre des C.A. de l'Association québécoise de la production médiatique (AQPM), depuis 2017, de ACE producers, organisme qui accompagne l'industrie audiovisuelle indépendante en Europe, depuis 2021 et est la coordonnatrice canadienne depuis 2016 pour  le programme EAVE, programme de formation et d’entrepreneuriat de grande portée présenté par le Fonds des médias du Canada (FMC), en collaboration avec l’organisme European Audiovisual Entrepreneurs (EAVE) et le National Screen Institute – Canada (NSI). EAVE.

## Formation
- 2000-2001 : majeur en Cinéma – Film Production, 30 crédits, Université Concordia.
- 2004 : diplôme collégial en photographie, Cégep du Vieux Montréal.
- 2004 : baccalauréat Honours en langue et littérature françaises – lettres, études 1er cycle, Université McGill.
- 2009 : diplôme d’études supérieures spécialisées en gestion d’organismes culturels, études supérieures, HEC Montréal

## Filmographie
- 2011 : Marécages  de Guy Édoin[15]
- 2013 : L'Autre maison  de Mathieu Roy[16]
- 2014 : Corbo  de Mathieu Denis[17],[18]
- 2015 : Ville-Marie  de Guy Édoin[19],[20]
- 2019 : Kuessipan  de Myriam Verreault[21],[22],[23]
- 2019 : Le Guide de la famille parfaite  de Ricardo Trogi[24]
- 2022 : Frontières  de Guy Édoin[25],[26]
- 2023 : Lucy Grizzli Sophie  de Anne Émond[27],[28]

## Prix et nominations
- 2016 : Prix de la Relève Vincent Gabriele de l’AQPM, remis à une personnalité du monde médiatique s’étant illustrée dans l’année[29].
- Prix du Meilleur film international pour le film Ville-Marie au Santa Barbara International Film Festival, États-Unis en 2016
- Nomination Meilleur film (Félize Frappier) pour le film Corbo à la Canadian Screen Awards en 2016[30]
- Nomination du Meilleur film (Félize Frappier) pour le film Corbo au Gala du Cinéma québécois en 2016
- La Canadian Media Producers Association (CMPA) lui a décerné un Insiscreen Award en 2019[31],[32],[33].

Pour le film Kuessipan:
- Mention spéciale du jury, compétition officielle, Festival international francophone de Namur en Belgique en 2019
- Mention spéciale du jury - compétition Ingmar Bergmann, Göteborg International Film Festival en Suède en 2020
- Grand Prix du Meilleur film, Festival de cinéma de la ville de Québec en 2019
- Prix spécial du jury, Festival International du Premier film d'Annonay en France en 2020